# Павел Брожек
Павел Лукаш Брожек (пол. Paweł Łukasz Brożek, МФА: [ˈpavɛw ˈbrɔʐɛk], нар. 21 квітня 1983, Кельці) — польський футболіст, нападник турецького клубу «Трабзонспор».

## Клубна кар'єра
Народився 21 квітня 1983 року в місті Кельці. Вихованець юнацьких команд футбольних клубів «Полонія» (Кельце), СМС (Забже) та «Вісла» (Краків).
У дорослому футболі дебютував 2001 року виступами за основну команду останнього клубу, в якій провів загалом десять сезонів, взявши участь у 178 матчах чемпіонату. У складі краківської «Вісли» був одним з головних бомбардирів команди, маючи середню результативність на рівні 0,46 голу за гру першості. Разом з «Віслою» шість разів виборював титул чемпіона Польщі.
Перебуваючи на контракті з «Віслою» також пограв на умовах оренди в команді ЛКС (Лодзь) (у 2002) та у складі ГКС (Катовіце) (2004—2005).
2011 року уклав контракт з турецьким «Трабзонспором». У новій команді на поле виходив нерегулярно і на початку 2012 року був відданий в оренду до шотландського «Селтіка». За півроку, проведеного в Шотландії, взяв участь лише у трьох матчах чемпіонату.

## Виступи за збірні
Протягом 2003–2005 років залучався до складу молодіжної збірної Польщі. На молодіжному рівні зіграв у 18 офіційних матчах, забив 16 голів.
2005 року  захищав кольори другої збірної Польщі. У складі цієї команди провів 2 матчі, забив 1 гол.
2005 року дебютував в офіційних матчах у складі національної збірної Польщі. Наразі провів у формі головної команди країни 33 матчі, забивши 8 голів.
У складі збірної був учасником чемпіонату світу 2006 року у Німеччині.

## Титули і досягнення

### Командні
- Чемпіон Польщі (6):

«Вісла»: 2000-01, 2002-03, 2003-04, 2004-05, 2007-08, 2008-09
- Володар Кубка Польщі (2):

«Вісла»: 2001-02, 2002-03
- Володар Кубка Екстракляси (1):

«Вісла»: 2000-01
- Володар Суперкубка Польщі (1):

«Вісла»: 2001
- Чемпіон Європи (U-18): 2001

### Особисті
- Найкращий бомбардир польської Екстракляси (2):

2007-08, 2008-09
- Найкращий польський футболіст в Екстраклясі (1):

2008